# Dalan Shapllo
Dalan Shapllo (ur. 1928 w Gjirokastrze, zm. 26 marca 2005 w Paryżu) – albański pisarz i filolog.

## Życiorys
Ukończył studia filologiczne na Moskiewskim Uniwersytecie Państwowym im. M.W. Łomonosowa. Pełnił następnie funkcję redaktora naczelnego czasopism Nëntori oraz Drita, pracował także jako profesor Uniwersytetu Tirańskiego.
Był także socrealistycznym prozaikiem, krytykiem literackim oraz teoretykiem literatury.

## Tytuły
W 2003 roku prezydent Albanii Alfred Moisiu uhonorował go tytułem Wielkiego Mistrza (alb. Mjeshtër i madh).